# Кулата
Кулата (болг. Кулата) — село в Благоевградской области Болгарии. Входит в состав общины Петрич. Находится примерно в 13 км к востоку от центра города Петрич и примерно в 75 км к югу от центра города Благоевград. По данным переписи населения 2011 года, в селе проживало 849 человек, преобладающая национальность — болгары.
В селе находится автомобильный и железнодорожный пункт пропуска Кулата — Промахон на границе с Грецией, на европейском маршруте E79.

## Население
| Год     | 1934 | 1946 | 1956 | 1965 | 1975 | 1985 | 1992 | 2001 | 2011 |
| ------- | ---- | ---- | ---- | ---- | ---- | ---- | ---- | ---- | ---- |
| Жителей | 954  | 1512 | 1252 | 1179 | 1035 | 1033 | 977  | 898  | 849  |

|  |